# Караульне
Караульне (рос. Караульное) — село у Камизяцькому районі Астраханської області Російської Федерації.
Населення становить 817 осіб. Входить до складу муніципального утворення Караулинська сільська рада.

## Історія
Населений пункт розташований на території українського етнічного та культурного краю Жовтий Клин. Від 1925 року належить до Камизяцького району.
Згідно із законом від 6 серпня 2004 року органом місцевого самоврядування є Караулинська сільська рада.

## Населення
| 2002 | 2006 | 2010 | 2012 | 2013 |
| ---- | ---- | ---- | ---- | ---- |
| 752  | ↘751 | ↗810 | ↗817 | →817 |